# Német Birodalmi Haditengerészet
Német Birodalmi Haditengerészet (németül: Reichsmarine) volt a német haditengerészet neve a Weimari köztársaság és a náci Németország első két éve alatt. 1918-tól 1935-ig viselte ezt a nevet, 1935-ben átkeresztelték Kriegsmarinére.
A versailles-i békeszerződés során a német haditengerészet létszámát 15 000 főben korlátozták, nem tarthatott tengeralattjárókat, a méretét 6 régi csatahajóban, 6 cirkálóban, és 12 rombolóban 12 torpedónaszádban és 1 segédhajóban maximálták, valamint nem építhetett 10 000 tonnánál nagyobb hadihajót. A haditengerészet személyzetét 15 000 főben határozták meg.
A versailles-i békeszerződés révén a korlátozott méretű Reichsmarine új technológiákat keresett.
A Reichsmarine legfontosabb feladata Németország tengerpartjának védelme volt. A kormány előteremtette a szerény mértékű hajóépítő programhoz, illetve a megmaradt hajók felújításához szükséges tőkét. Az 1920-as évek elején a 6 megmaradt csatahajót (Braunschweig, Elsass, Hannover, Hessen, Schlesien és a Schleswig-Holstein) felújították.
Az Emden könnyűcirkáló volt az első, amit az I. világháború után építettek. 1924-ben – a régi példányokat leselejtezendő – 12 új torpedónaszád építése indult meg: 6 Raubvogel- és 6 Raubtier-osztályú.
Az 1920-as évek második felében bocsátották vízre a Karlsruhe, Köln és Leipzig könnyűcirkálókat.
Az 1920-as évek végen indult meg a Deutschland-osztályú zsebcsatahajók építése.

## Fordítás
- Ez a szócikk részben vagy egészben  a   Reichsmarine című angol Wikipédia-szócikk fordításán alapul.  Az eredeti cikk szerkesztőit annak laptörténete sorolja fel. Ez a jelzés csupán a megfogalmazás eredetét és a szerzői jogokat jelzi, nem szolgál a cikkben szereplő információk forrásmegjelöléseként.